# Лесевицькі
Лесевицькі - слобідський козацький старшинський і російський дворянський рід. Представники цього роду були полковниками Охтирського слобідського козацького полку, та полковою  старшиною. Були свояками Полуботків . 
Родина з’явилася на Слобожанщині коло 1645-1647 років, серед 1247 родин, які переселилися з Правобережжя, та оселилися по берегах річок Охтирки, Харкова та Дінця. Це переселення відбувалося до 1648 року. З відомих переселенців того часу були такі родини як Донці-Захаржевські та Кондратьєви. 
Декілька представників родини були полковниками Охтирського слобідського козацького полку, а також були старшинами цього ж полку.
Після скасування полкового устрою Слобідської України у 1765 році ввійшли до складу загальноімперського дворянства.

## Представники  роду
- Лесевицький Леонтій (?–1715—?) — полковий суддя Гадяцького полку за полковництва Івана Чарниша [4].
- Лесевицький Леонтій Степанович (?-1704-1709-?)  — полковий суддя Охтирського полку. Вказаний як полковий суддя у переліку старшин полку в 1704 році.[5]
  - Лесевицький Олексій Леонтійович (?-1724-1744–?) — полковник Охтирського полку в 1724–1735 роках. Син охтирського полкового судді Леонтія Степановича. У 1735–1744 роках  бригадир Слобідських козацьких полків. За його наказом у 1737 році було зведено кам’яний Охтирський Успенський храм. [6] [7]
    - Лесевицький Омелян Олексійович —   капітан
      - Лесевицький Степан (Стефан) Омелянович (?–1765-1797-?) — останній полковий обозний Охтирського полку (до 1765 року). Один з трьох полкових старшин (ще перейшли полковник Михайло Боярський та полковий хорунжий Михайло Линецький),  що перейшли до новоутвореного Охтирського гусарського полку. Отримав імперський чин секунд-майора, ставши керівником ескадрону [8]. Невдовзі вийшов у відставку, не маючи змоги служити під керівництвом Подгорічані (керівник полку) [9]. Краснокутський повітовий маршалок шляхти (1780-1783, 1783-1786). Поміщик у слободі  Стара Іванівка (Охтирського  повіту). Побудував у 1797 році дерев’яний Преображенський храм.[10]

    - Лесевицький Іван Олексійович (?–1751) — полковник Охтирського полку в 1735–1751 роках. Син полковника Охтирського полку Олексія Леонтійовича. У 1735 році брав участь в боях проти Ногайської орди. У1736 та1739 роках брав участь у Кримських походах. [6]
    - Лесевицький Костянтин Олексійович (?–1756) — полковник Охтирського полку в 1751–1756 роках. [11]
    - Лесевицький Георгій (Юрій) Олексійович (?–1758) — полковник Охтирського полку в 1756–1758 роках.

  - Лесевицький Леонтій Леонтійович (XVIII ст.) — син охтирського полкового судді Леонтія Степановича
  - Лесевицький Олександр Леонтійович (?-1711-?) — полковий писар Охтирського полку (коло 1711 року), син охтирського полкового судді Леонтія Степановича.[12]
    - Лесевицький Андріян Олександрович (?-1765-1792-?) —  підпрапорний за часів розформування Охтирського полку (1765 року)  [13]. Секунд-майор (1789). Охтирський повітовий маршалок шляхти (1786-1789, 1789-1792)

Невпорядковані представники родини
- Лесевицький Роман Дмитрович (?-1861-1879-?)  – Губернський секретар (1861) Зміївський повітовий маршалок шляхти (1870-1873, 1873-1876, 1876-1879). Мировий посередник від зміївського повіту (1861)  при об’яві свобод.
- Лесевицький Михайло Юрієвич (1786)-прапорщик. Депутат від Валківського повіту (1786) шляхетського зібрання з питань складання шляхетських родоводів. Що до зачислення в загальноімперський гербовник. (Краткій очерк Истории стор 56)
- Лесевицький Микита (?-1765-?) — полковий підпрапорний Охтирського полку до 1765 року. Не перейшов до новоутвореного гусарського полку[14].
- Лесевицький Михайло (?-1765-?) — за часів розформування Охтирського полку (1765 року), був малолітнім [15].
- Лесевицький Олексій (?-1765-?) — полковий підпрапорний Охтирського полку до 1765 року. [16]

## Маєтки
- Сосонка - належав охтирському полковнику Олексію Лесевицькому (друга половина XVII століття).
- Гавронці - були у власності полковників Охтирського полку Лесевицьких. Лесевицькі побудували в селі маєток, так званий «Червоний дім».